# Cienków

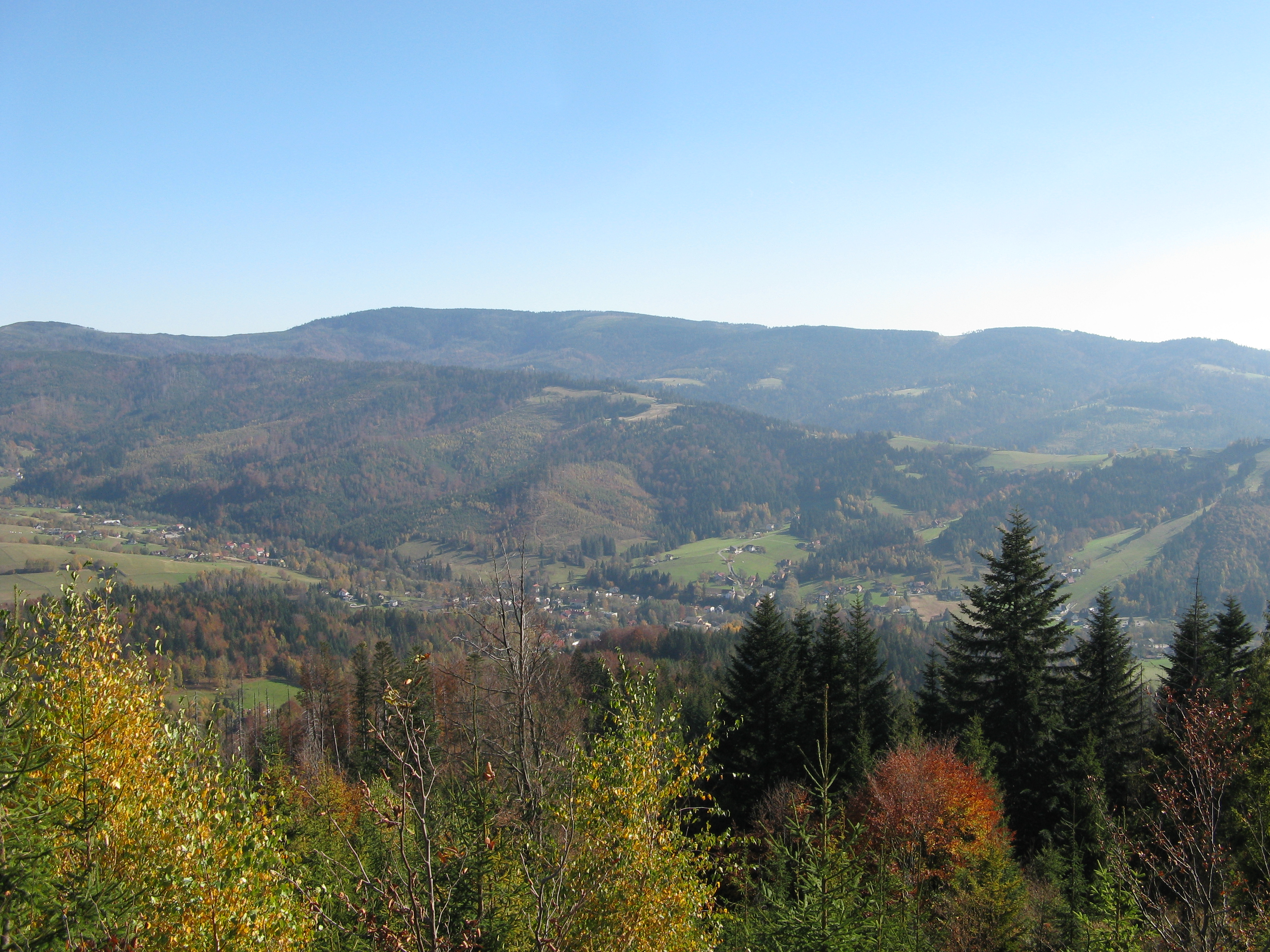
Mittlerer Cienków

Der Cienków ist ein langgezogener Berg in Polen mit mehreren Gipfelspitzen: Hoher, Mittlerer und Niedriger Cienków. Mit einer Höhe von 957 m im Hohen Cienków ist er einer der niedrigeren Berge  im Barania-Kamm in den Schlesischen Beskiden. Der Berg ist ein beliebtes Touristenziel mit vielen Ausblicken auf die benachbarten Gebirge und das Tiefland. Er gehört zum Gemeindegebiet von Wisła.

## Tourismus
- Auf den Gipfel führen mehrere markierte Wanderwege von Wisła
- Auf den Hängen befindet sich das Skigebiet Cienków
- Auf den Hängen befindet sich die nach Adam Małysz benannte Skisprungschanze Wisła